# Eudule ambiguata
Eudule ambiguata là một loài bướm đêm trong họ Geometridae.